# Concer
Companhia de Concessão Rodoviária Juiz de Fora-Rio de Janeiro, mais conhecida como Concer, é uma concessionária de rodovias brasileira fundada em 1995, responsável pela gestão de 180 quilômetros da BR-040 no trecho compreendido entre Juiz de Fora e Rio de Janeiro. Seu controle acionário pertence a Triunfo Participações e Investimentos S.A., com uma estrutura societária formada ainda pela Construcap CCPS Engenharia e Comércio S.A., Construtora Metropolitana S.A. e C.C.I. Concessões S.A.
A concessionária assinou contrato de concessão de 25 anos com o extinto DNER em 31 de outubro de 1995 e, a partir de 1 de março de 1996, assumiu a responsabilidade pela administração, manutenção, recuperação e outras melhorias na BR-040(RJ/MG). De acordo com a Controladoria Geral da União (CGU), e o Tribunal de Contas da União (TCU) o compromisso de investimentos da Concessionária, já incluídos na tarifa de pedágio, são a recuperação, a manutenção da rodovia e a duplicação de um trecho de 20 km denominado Nova Subida da Serra (NSS), localizado entre os municípios de Duque de Caxias e Petrópolis, no Rio de Janeiro.

## Cidades abrangidas
O percurso do trecho sob concessão compreende 9 municípios localizados no Rio de Janeiro e Minas Gerais. São eles:

### Minas Gerais
- Juiz de Fora
- Matias Barbosa
- Simão Pereira

### Rio de Janeiro
- Comendador Levy Gasparian
- Três Rios
- Areal
- Petrópolis
- Duque de Caxias
- Rio de Janeiro

## Praças de pedágio
São três as praças de pedágio ao longo do trecho concedido à Concer. Elas estão situadas nos seguintes pontos: 
| Pedágio | km    | UF | Localidade/Município | Sentido      |
| ------- | ----- | -- | -------------------- | ------------ |
| 1       | 102   | RJ | Duque de Caxias      | Bidirecional |
| 2       | 45,5  | RJ | Petrópolis           | Bidirecional |
| 3       | 816,4 | MG | Simão Pereira        | Bidirecional |

## Tarifas
Atualmente os  valores das tarifas são: 
- Automóvel, caminhonete, furgão (2 eixo (mecânica) s e rodagem simples): R$ 12,40

- Caminhão leve, ônibus, caminhão trator e furgão (2 eixo (mecânica) s e rodagem dupla): R$ 22,40

- Automóvel com Semirreboque e caminhonete com semi-reboque (3 eixo (mecânica) s e rodagem simples): R$ 16,80

- Caminhão, caminhão-trator, caminhão-trator com Semirreboque e ônibus (3 eixo (mecânica) s e rodagem dupla): R$ 33,60

- Automóvel com reboque e caminhonete com reboque (4 eixo (mecânica) s e rodagem simples): R$ 22,40

- Caminhão com reboque e caminhão trator com semirreboque (4 eixo (mecânica) s e rodagem dupla): R$ 44,80

- Caminhão com reboque e caminhão trator com semirreboque (5 eixo (mecânica) s e rodagem dupla): R$ 56,00

- Caminhão com reboque e caminhão trator com semirreboque (6 eixo (mecânica) s e rodagem dupla): R$ 67,20

- Motocicleta, motoneta e bicicleta a motor: R$ 5,60

## Nova subida da serra
A Nova Subida da Serra (NSS) fará parte do trecho da BR-040 sob administração da Concer. O empreendimento visa construir uma pista com traçado mais seguro e ampliar a sua capacidade de fluxo em substituição à atual subida da serra, que já se encontra saturada e defasada, devido ao crescimento do tráfego de veículos leves e pesados. O novo trecho trará benefícios aos usuários e a ao meio ambiente, pois reduzirá o percurso e o consumo de combustível, terá um traçado menos sinuoso, acostamentos e etc. O trecho final será composto por um túnel com aproximadamente 5.000 km, uma alternativa encontrada pela concessionária para provocar o menor impacto ambiental no trecho de mata atlântica.
A obra da NSS sempre esteve presente no Programa de Exploração da Rodovia (PER) como obrigação da concessionária, contudo, sem projeto específico e orçamento. No programa de exploração há menção somente a uma ‘verba’ de R$ 80 milhões a preços de 1995, preços iniciais (PI) . De acordo com a proposta, o custo real da obra, que fosse excedente a essa verba, seria, então, negociado com o poder concedente. Portanto, o contrato estabeleceu um provisionamento de recursos para posteriores ajustes. 
A ANTT autorizou o início das obras apenas em abril de 2013, após discussões sobre o projeto e as formas de ressarcimento. Foi assinado um aditivo ao contrato estabelecendo que a União, através da ANTT, faria o ressarcimento à concessionária dos valores investidos acima do previsto no contrato de concessão. Os valores ressarcidos seriam (a preços de 1995, quando o contrato de concessão foi assinado) de R$ 70,8 milhões em 2014, R$ 148,5 milhões em 2015 e R$ 77,7 milhões até 30 dias após a conclusão da obra. O custo final da obra ficou estimado em R$ 897 milhões, 220,4% acima estabelecido no contrato . Isso ocorreu devido a erros no processo de licitação realizado em 1995, que apresentou apenas uma estimativa de investimento, sem qualquer projeto. Se os repasses não fossem realizados, o contrato de concessão seria prorrogado por um período entre 2 anos e 10 meses (caso um dos aportes não fosse realizado) e 17 anos e seis meses (caso nenhum aporte fosse realizado). Entre dezembro de 2014 e abril de 2015, a ANTT realizou repasses que totalizaram R$ 237 milhões, em valores atualizados. Porém, o Tribunal de Contas da União determinou a paralisação dos repasses alegando irregularidades no aditivo, argumento utilizado também pelo Ministério Público Federal, que conseguiu na Justiça Federal o bloqueio dos valores. Embora a posição do governo seja prorrogar a concessão para que as obras sejam realizadas sem a necessidade de repasse de recursos públicos, o TCU e do Ministério Público Federal defendem que o governo deve deixar os contratos vencerem naturalmente, para que sejam relicitados. Caso este entendimento avance, as obras, que deveriam estar concluídas em 2017, podem levar até 15 anos para serem entregues. Isso porque será necessário aguardar até 2021 para o fim do contrato e uma nova licitação. Depois será necessário um período, para que a nova concessionária acumule um fluxo de caixa que permita realizar a obra, estimado em, no mínimo, cinco anos, considerando o volume de recursos a serem investidos. Após esse prazo serão necessários até três anos para a conclusão da obra. Considerando questões como licenciamento e outros que podem gerar perda de ritmo na execução, a estimativa é que os usuários podem ter de esperar pela nova pista até 2031.
De acordo com estimativas da FIRJAN este atraso de 15 anos na entrega da obra implicará em custos socioeconômicos que ultrapassarão R$ 1,5 bilhão para a sociedade. Isso é 72,2% superior ao valor da obra, de R$ 897 milhões. Estes valores incluem, além dos custos de acidentes (com vítimas de ferimentos graves e mortes), custos extras, apenas no trecho da Serra de Petrópolis, com valor do frete, tempo de deslocamento e consumo de combustíveis. 